# Myotis evotis
Il vespertilio dalle orecchie lunghe (Myotis evotis) (H. Allen, 1864) è un pipistrello della famiglia dei Vespertilionidi diffuso nell'America settentrionale.

## Descrizione

### Dimensioni
Pipistrello di piccole dimensioni, con la lunghezza totale tra 87 e 100 mm, la lunghezza dell'avambraccio tra 36 e 41 mm, la lunghezza della coda tra 34 e 45 mm, la lunghezza del piede tra 8 e 12 mm, la lunghezza delle orecchie tra 19 e 23 mm e un peso fino a 8 g.

### Aspetto
La pelliccia è densa, soffice e lucida. Il colore generale del corpo varia dal brunastro chiaro al giallo paglierino, con la base dei peli nerastra. Le orecchie sono lunghe, strette e nerastre. Il trago è lungo e sottile. Le membrane alari sono nerastre e attaccate posteriormente alla base delle dita dei piedi, i quali sono piccoli. La lunga coda è inclusa completamente nell'ampio uropatagio, il quale ha il margine libero frangiato. Il calcar è lungo e privo di carenatura, sebbene nella sottospecie M.e.milleri sia presente un piccolo lobo terminale. Il cariotipo è 2n=44 FNa=52.

### Ecolocazione
Emette ultrasuoni a basso ciclo di lavoro con impulsi di breve durata a frequenza modulata iniziale di 80–97 kHz e finale di 40–54 kHz.

## Biologia

### Comportamento
Si rifugia singolarmente o in piccoli gruppi fino a 30 individui nella fitta vegetazione, nelle cavità degli alberi e sotto le cortecce staccate, tra tronchi abbattuti, in edifici abbandonati, crepacci in ammassi argillosi, grotte e miniere. Effettua delle brevi migrazioni alla fine dell'estate verso rifugi invernali, solitamente grotte e miniere, dove entra in ibernazione. L'attività predatoria inizia molto tardi la sera, spesso dopo la mezzanotte.

### Alimentazione
Si nutre di lepidotteri, coleotteri, ditteri, neurotteri, imenotteri, emitteri ed omotteri catturati involo.

### Riproduzione
Femmine gravide sono state osservate nei mesi di maggio, giugno e luglio. Danno alla luce un piccolo alla volta dopo 40-60 giorni di gestazione. L'aspettativa di vita può raggiungere i 22 anni.

## Distribuzione e habitat
Questa specie è diffusa nella parte occidentale dell'America settentrionale, dalla Columbia Britannica centrale fino alla penisola della Bassa California a sud e negli stati americani del Dakota del Nord a ovest fino al Nuovo Messico nord-occidentale.
Vive nelle foreste di conifere e nelle foreste montane fino a 2.830 metri di altitudine. Talvolta è presente anche in boscaglie semi-aride, chaparral e zone agricole.

## Tassonomia
Sono state riconosciute 6 sottospecie:
- M.e.evotis: California sud-occidentale, da San Francisco a San Diego;
- M.e.chrysonotus (J. A. Allen, 1896): Wyoming, Oregon sud-orientale, California settentrionale e centrale, Idaho meridionale, Nevada, Utah, Montana centrale e orientale, Dakota del Nord e Dakota del Sud occidentali, Colorado, Nuovo Messico centro-settentrionale, province canadesi dell'Alberta, Columbia Britannica e Saskatchewan meridionali;
- M.e.jonesorum (Manning, 1993): Arizona settentrionale, Nuovo Messico occidentale;
- M.e.micronyx (Nelson & Goldman, 1909): stato messicano della Bassa California del Sud;
- M.e.milleri (Elliot, 1903): stato messicano della Bassa California;
- M.e.pacificus (Dalquest, 1943): Columbia Britannica occidentale, Washington, Oregon occidentale e settentrionale, California nord-occidentale, Idaho settentrionale, Montana nord-occidentale.

## Conservazione
La IUCN Red List, considerato il vasto areale, la popolazione presumibilmente numerosa e la presenza in diverse aree protette, classifica M.evotis come specie a rischio minimo (Least Concern)).